# Bundesvision Song Contest 2015
Der 11. Bundesvision Song Contest fand am 29. August 2015 in der Stadthalle Bremen in Bremen statt. Nach dem Sieg von Revolverheld im Vorjahr war das Land Bremen zum ersten Mal Ausrichter des Wettbewerbs gewesen. Mit Mark Forster und seinem Beitrag Bauch und Kopf gewann erstmals Rheinland-Pfalz den Wettbewerb. Damit würde die nächste Ausgabe in Rheinland-Pfalz stattfinden. Der ProSieben-Sprecher gab aber 2016 bekannt, dass der Bundesvision Song Contest im gleichen Jahr nicht mehr stattfinden wird. Ob die Sendung eingestellt wird, wurde nicht offiziell mitgeteilt.
Mit 1,46 Millionen Zuschauern war dies der quotenstärkste Wettbewerb seit 2010. In der werberelevanten Zielgruppe erreichte man einen Markenanteil von 15,2 %.

## Teilnehmer
Einige Interpreten hatten bereits an früheren Ausgaben des Wettbewerbs teilgenommen und kehrten 2015 zurück: Glasperlenspiel (2011), Buddy Buxbaum (2005 als Mitglied von Deichkind für Mecklenburg-Vorpommern) und Madsen (2008).
Mit zwei Punkten, die sich Bayern selbst gab, ist der bayerische Beitrag von Wunderkynd der am schlechtesten bewertete Beitrag in der Geschichte des Song Contests.
| Platz | Startnr. | Repräsentiertes Land   | Interpret           | Herkunft der Teilnehmer                      | Lied Komponisten                                                                                                   | Punkte |
| ----- | -------- | ---------------------- | ------------------- | -------------------------------------------- | --- | ------ |
| 1.    | 016      | Rheinland-Pfalz        | Mark Forster        | Rheinland-Pfalz                              | Bauch und Kopf Mark Cwiertnia, Ralf Christian Mayer, Daniel Nitt                                                   | 170    |
| 2.    | 08       | Nordrhein-Westfalen    | Donots              | Nordrhein-Westfalen                          | Dann ohne mich Eike Herwig, Guido Knollmann, Ingo Knollmann, Jan-Dirk Poggemann, Alex Siedenbiedel, Vincent Sorg   | 117    |
| 3.    | 011      | Thüringen              | Yvonne Catterfeld   | Thüringen                                    | Lieber so Marcus Brosch, Katharina Löwel                                                                           | 114    |
| 4.    | 013      | Niedersachsen          | Madsen              | Niedersachsen                                | Küss mich! Sebastian Madsen                                                                                        | 084    |
| 4.    | 06       | Sachsen                | Radio Doria         | Sachsen                                      | Sehnsucht Nr. 7 Jan Josef Liefers                                                                                  | 084    |
| 6.    | 05       | Baden-Württemberg      | Glasperlenspiel     | Baden-Württemberg                            | Geiles Leben Philipp Albinger, Daniel Grunenberg, Philipp Klemz, Carolin Niemczyk, Christian Raab, Peter Stanowsky | 082    |
| 7.    | 015      | Hessen                 | Namika              | Hessen                                       | Hellwach Beatgees, Namika, Fabian Römer                                                                            | 076    |
| 8.    | 02       | Brandenburg            | Ewig                | Brandenburg, Sachsen und Nordrhein-Westfalen | Ein Geschenk Jeanette Biedermann, Christian Bömkes, Jörg Weißelberg                                                | 050    |
| 9.    | 014      | Bremen                 | Gloria              | Bremen und Niedersachsen                     | Geister Klaas Heufer-Umlauf, Mark Tavassol                                                                         | 046    |
| 10.   | 07       | Schleswig-Holstein     | Jeden Tag Silvester | Schleswig-Holstein                           | Dein Glück Bertram Ulrich, Niclas Jawinsky, Till Krohn, Tom Rieken                                                 | 028    |
| 11.   | 09       | Berlin                 | Lary                | Nordrhein-Westfalen                          | Bedtime Blues Larissa Sirah Herden                                                                                 | 023    |
| 12.   | 03       | Saarland               | PerDu               | Baden-Württemberg und Saarland               | Lange nicht getanzt Justin Wildenhain, Jan Nicolas Grasmück                                                        | 015    |
| 13.   | 01       | Hamburg                | Ferris MC           | Rheinland-Pfalz                              | Monstertruck Sascha Reimann, Lukas Ernst, Swen Meyer, Nicolas Börger, Jonathan Löwenherz                           | 014    |
| 14.   | 04       | Sachsen-Anhalt         | 3viertelelf         | Sachsen-Anhalt                               | Mona Lisa Angela Peltner, Lars Hengmith, Christian Hering, Philipp Schulz                                          | 013    |
| 15.   | 010      | Mecklenburg-Vorpommern | Buddy Buxbaum       | Hamburg                                      | Termin im Park Buddy Buxbaum                                                                                       | 010    |
| 16.   | 012      | Bayern                 | Wunderkynd          | Bayern                                       | Hallo, Hallo Tim Lindenschmidt, Oliver Otubanjo                                                                    | 02     |

Farblegende:  – Herkunftsland des Künstlers entspricht nicht (oder nur zum Teil) dem Land, welches er repräsentiert.

## Punktetabelle
| Baden-Württemberg      | 82  | 12 | 4  | 4  | 6  | 5  | 3  | 6  | 2  | 3  | 6  | 10 | 6  | 5  | 4  | 3  | 3  |
| Bayern                 | 2   |    | 2  |    |    |    |    |    |    |    |    |    |    |    |    |    |    |
| Berlin                 | 23  | 1  |    | 10 | 2  |    |    | 2  |    | 1  | 2  | 2  | 1  | 1  |    |    | 1  |
| Brandenburg            | 50  | 3  | 1  | 8  | 12 | 3  | 1  | 1  |    |    | 1  |    | 5  | 8  | 1  |    | 6  |
| Bremen                 | 46  | 2  | 3  |    | 1  | 12 | 2  | 3  | 3  | 7  | 3  | 1  |    | 3  | 2  | 2  | 2  |
| Hamburg                | 14  |    |    |    |    |    | 10 |    |    |    |    |    |    |    |    | 4  |    |
| Hessen                 | 76  | 6  | 7  | 2  | 3  | 6  | 4  | 12 | 1  | 6  | 7  | 5  | 3  | 2  | 3  | 5  | 4  |
| Mecklenburg-Vorpommern | 10  |    |    |    |    |    |    |    | 10 |    |    |    |    |    |    |    |    |
| Niedersachsen          | 84  | 4  | 6  | 3  | 4  | 8  | 5  | 4  | 4  | 12 | 5  | 4  | 4  | 4  | 5  | 7  | 5  |
| Nordrhein-Westfalen    | 117 | 7  | 8  | 6  | 5  | 7  | 7  | 8  | 7  | 8  | 12 | 7  | 8  | 6  | 6  | 8  | 7  |
| Rheinland-Pfalz        | 170 | 10 | 12 | 12 | 10 | 10 | 12 | 10 | 12 | 10 | 10 | 12 | 10 | 10 | 10 | 10 | 10 |
| Saarland               | 15  |    |    |    |    |    |    |    |    |    |    | 3  | 12 |    |    |    |    |
| Sachsen                | 84  | 5  | 5  | 5  | 8  | 4  |    | 5  | 6  | 4  | 4  | 8  | 2  | 12 | 7  | 1  | 8  |
| Sachsen-Anhalt         | 13  |    |    | 1  |    |    |    |    |    |    |    |    |    |    | 12 |    |    |
| Schleswig-Holstein     | 28  |    |    |    |    | 1  | 8  |    | 5  | 2  |    |    |    |    |    | 12 |    |
| Thüringen              | 114 | 8  | 10 | 7  | 7  | 2  | 6  | 7  | 8  | 5  | 8  | 6  | 7  | 7  | 8  | 6  | 12 |

## BSC-Beiträge in den Charts
| Jahr | Titel Album           | Höchstplatzierung, Gesamtwochen, AuszeichnungChartplatzierungen (Jahr, Titel, Album, Platzierungen, Wochen, Auszeichnungen, Anmerkungen, Künstler / Bundesland) | Höchstplatzierung, Gesamtwochen, AuszeichnungChartplatzierungen (Jahr, Titel, Album, Platzierungen, Wochen, Auszeichnungen, Anmerkungen, Künstler / Bundesland) | Höchstplatzierung, Gesamtwochen, AuszeichnungChartplatzierungen (Jahr, Titel, Album, Platzierungen, Wochen, Auszeichnungen, Anmerkungen, Künstler / Bundesland) | Anmerkungen                                                  | Künstler Bundesland               |
| Jahr | Titel Album           | DE | AT | CH | Anmerkungen                                                  | Künstler Bundesland               |
| ---- | --------------------- | --- | --- | --- | ------------------------------------------------------------ | --------------------------------- |
| 2015 | Geiles Leben Tag X    | DE2 Diamant · (56 Wo.)DE | AT2 Gold · (38 Wo.)AT | CH1 Gold · (37 Wo.)CH | BuViSoCo 2015: Platz 6 Erstveröffentlichung: 28. August 2015 | Glasperlenspiel Baden-Württemberg |
| 2015 | Bauch und Kopf        | DE15 (24 Wo.)DE | — | — | BuViSoCo 2015: Platz 1 Erstveröffentlichung: 21. August 2015 | Mark Forster Rheinland-Pfalz      |
| 2015 | Lieber so a Lieber so | DE23 (5 Wo.)DE | AT32 (2 Wo.)AT | CH44 (2 Wo.)CH | BuViSoCo 2015: Platz 3 Charteinstieg: 22. Mai 2015           | Yvonne Catterfeld Thüringen       |
| 2015 | Hellwach a Nador      | DE62 (1 Wo.)DE | — | — | BuViSoCo 2015: Platz 7 Charteinstieg: 4. September 2015      | Namika Hessen                     |

### Besonderheiten
Geiles Leben von Glasperlenspiel ist der kommerziell erfolgreichste BSC-Beitrag aller Zeiten. Er ist auch der einzige Beitrag, der es in der Schweiz an die Spitze der Singlecharts geschafft hat und dort mit Gold zertifiziert wurde.

Des Weiteren konnten sich die Alben der Interpreten wieder in den Charts platzieren. Unter anderem konnte sich Forsters aktuelles Studioalbum durch den Sieg in der 58. Chartwoche erstmals in den Top 10 der deutschen Albumcharts platzieren.

Auch nennenswert ist, dass Namika mit Hellwach auf Position 62 einstieg, während die vorangegangene Single Lieblingsmensch auf Position eins der deutschen Singlecharts sprang. Der Sampler zum Wettbewerb platzierte sich auf Position zehn der deutschen Compilationcharts.